# Guerra de Harlan County
La Guerra de Harlan County fueron una serie de escaramuzas, ejecuciones, atentados y huelgas relacionadas con los conflictos laborales de la minería del carbón, que tuvieron lugar en el condado de Harlan, Kentucky, EE.UU. durante la década de 1930. En estos incidentes estuvieron involucrados mineros y activistas sindicales por un lado, y los propietarios de las minas, así como las fuerzas del orden por otro.

## Historia
El 16 de febrero de 1931, para evitar operar con pérdidas, la Asociación de Operadores de Carbón del Condado de Harlan recortó los salarios de los mineros en un 10%. Como reacción al malestar creado entre los trabajadores del empobrecido Harlan, United Mine Workers of America (UMW) intentó organizar a los mineros del condado. Los empleados que eran miembros del sindicato fueron inicialmente despedidos y desalojados de sus hogares propiedad de la empresa. Sin embargo, en poco tiempo, la mayoría de los trabajadores se declararon en huelga por solidaridad. Solo tres de los pueblos incorporados de Harlan no eran propiedad de las minas, los trabajadores hambrientos y desalojados y sus familias buscaron refugio en ellos, principalmente en el pueblo de Evarts. Allí, generaron simpatía entre los políticos locales y algunos dueños de pequeños negocios que deseaban ver desaparecer las tiendas de la compañía.

En el momento álgido de la primera huelga, 5.800 mineros estaban ociosos y solo 900 acudían al trabajo. Los esquiroles estaban protegidos por guardias de minas privados con plenos poderes en el condado, ya que legalmente podían ejercer sus poderes con impuna de las propiedades de sus empleadores. Operaban bajo las órdenes del sheriff J.H. Blair, un hombre que desde el principio dejó clara su lealtad a los dueños de la mina: «Hice todo lo que estaba a mi alcance para ayudar a los operadores... no tuve dudas cuando los disturbios laborales estallaron y los 'Rojos' llegaron al Condado de Harlan». Los ciudadanos de Harlan, por su parte, perdieron cualquier ilusión que pudieran tener sobre la imparcialidad en la aplicación de la ley. La cantautora Florence Reece explicaba de esta forma la situación:
El sheriff J.H. Blair y sus hombres vinieron a nuestra casa en busca de Sam, mi esposo, ya que era uno de los líderes sindicales. Estaba sola en casa con nuestros siete hijos. Destrozaron toda la casa y luego se apostaron fuera, esperando para disparar a Sam cuando regresara. Pero él no volvió esa noche. Luego arranqué una hoja de un calendario y escribí las palabras Which Side Are You On? (¿De qué lado estás?) de un antiguo himno bautista, Lay the Lily Low. Mis canciones siempre van dirigidas al humilde, al trabajador. Soy una de ellos y siento que tengo que estar con ellos. No existe tal cosa como una posición neutral. Hay que estar de un lado o del otro. Algunas personas dicen: 'No tomo partido, soy neutral'. Eso no es posible. En tu mente estás de un lado o del otro. En el condado de Harlan no había posición neutral. Si no eras un matón con armas, eras un sindicalista. tenías que serlo.
Los huelguistas intercambiaron disparos con guardias privados y las fuerzas del orden locales, y los esquiroles fueron agredidos y golpeados. El ataque más violento ocurrió el 5 de mayo de 1931 y fue conocido como la Batalla de Evarts. Los mineros tendieron una emboscada a los vehículos de la compañía minera que entregaban materiales a los esquiroles. Tres hombres de la empresa y un huelguista murieron en el tiroteo.
En respuesta a la violencia, las autoridades movilizaron a la Guardia Nacional de Kentucky. Los huelguistas esperaban ser protegidos por la Guardia Nacional, pero tras reemplazar a los guardias mineros delegados, la Guardia Nacional comenzó a actuar contra los piquetes. El 24 de mayo, se lanzaron gases lacrimógenos contra una manifestación sindical y el sheriff Blair suspendió el derecho de reunión de los habitantes del condado. Para el 17 de junio, la última mina había vuelto a su funcionamiento habitual. Los operadores de la mina no hicieron concesiones y la membresía de la UMW se desplomó.
A raíz del fracaso de UMW, la Unión Nacional de Mineros (NMU), abiertamente comunista, hizo su aparición en el condado de Harlan. Aunque la mayoría de los trabajadores se sentían desilusionados con las organizaciones sindicales, la ideología radical de la NMU ganó algo de fuerza: surgieron diez agrupaciones locales antes de que la NMU del condado de Harlan fuera oficialmente constituida. La NMU, más pequeña pero más apasionada, realizó mayores esfuerzos de socorro que la UMW, y abrió varios comedores populares en todo el condado. En última instancia, sus intentos de huelga, aunque débiles en los condados circundantes, fueron un fracaso total en Harlan, donde solo una pequeña parte de la fuerza laboral hizo huelga en 1931 y 1932. Finalmente, una serie de eventos acabaron con los apoyos de la NMU: los sindicalistas locales, muchos de ellos clérigos, se enteraron de la animosidad de los líderes comunistas hacia la religión y denunciaron a la organización. El líder sindical de la Liga de Jóvenes Comunistas, Harry Simms fue asesinado en Harlan, y la Cruz Roja Americana, así como las organizaciones benéficas locales, que no estaban dispuestas a tomar partido en una disputa laboral, comenzaron a brindar ayuda a los mineros incluidos en las listas negras, a los cuáles no se les permitía trabajar.
Tras la aprobación de la Ley Nacional de Recuperación Industrial, que promovió el derecho a organizarse en el lugar de trabajo y prohibió la discriminación y el despido basados en la afiliación sindical, aproximadamente la mitad de las minas de carbón de Harlan, las de la Asociación de Operadores de Carbón del Condado de Harlan, funcionaron como talleres abiertos del 27 de octubre de 1933 al 31 de marzo de 1935. Una empresa abierta permite la afiliación sindical, pero no es obligatoria. Sin embargo, los salarios en estas minas se equipararon con los del resto de la nación. A pesar de los avances de los sindicatos, la batalla por el condado de Harlan entre los trabajadores y los propietarios continuó. El sheriff Blair fue destituido de su cargo en 1933 y murió en 1934, siendo reemplazado por T.R. Middleton, que se postuló a través una plataforma pro-sindicatos. La Guardia Nacional de Kentucky fue movilizada nuevamente el 8 de diciembre de 1934, a petición de los sindicalistas de la UMW, que habían sido amenazados por jefes y policías. Las tropas escoltaron a los sindicalistas hasta la frontera del condado. A medida que disminuía el apoyo político nacional a la NIRA, los propietarios de la minas se impusieron, y cuando la Corte Suprema de los Estados Unidos anuló la parte prosindical de la Administración de Recuperación Nacional de la legislación, las empresas con presencia sindical en Harlan se redujeron de dieciocho a una.
Los avances laborales de la NIRA fueron completamente desmontados en Harlan. En cambio, la Ley Wagner de 1935 demostró ser una espina mucho mayor en el costado de los operadores de minas del condado de Harlan. Se prohibieron los contratos de perros amarillos, los sindicatos de empresa, las listas negras y la discriminación basada en la actividad sindical, todas ellas tácticas que habían sido empleadas por las empresas de carbón. Si bien los intereses del carbón en todo el país se adaptaron a la nueva legislación en 1935, Harlan se resistió a la intromisión federal como nunca antes. El 7 de julio, un grupo de policías locales, enfurecidos en una celebración pública de la Ley Wagner, dispersaron a la multitud golpeando a varios mineros. 1935 resultó ser un año turbulento, incluso para Harlan. Se desplegaron tropas para mantener el orden en el condado tres veces. El 29 de septiembre, se enviaron tropas en nombre de los mineros por primera vez, y el gobernador se refirió a las palizas y el acoso a manos de los guardias de la mina como "el peor reinado de terror en la historia del condado". Protegió a los mineros a pesar de que una bomba había matado al fiscal del condado de Harlan, Elmon Middleton, varias semanas antes.

## Impacto
El autor y activista Theodore Dreiser realizó una investigación bajo los auspicios del Comité Nacional para la Defensa de los Presos Políticos (NCDPP) del Partido Comunista Estadounidense. Con contribuciones de John dos Passos, Samuel Ornitz y otros, Dreiser elaboró un informe titulado Harlan Miners Speak: Report on Terrorism in the Kentucky Coal Fields. El Comité Dreiser también descubrió a la cantante de folk laboral Aunt Molly Jackson y a su medio hermano menor Jim Garland, y les preparó una gira por 38 estados para recaudar fondos para los huelguistas. Además, durante la huelga, Florence Reece, esposa del organizador Sam Reece, escribió el himno sindical Which side are you on?
La activista sindical de California Caroline Decker se involucró por primera vez en actividades sindicales durante la guerra del condado de Harlan, cuando ella y su hermana participaron en actividades de socorro para los mineros en huelga.
El documental de 1976 Harlan County, EE.UU., ganador del premio Óscar de la Academia de 1977 a la mejor película documental, se centra en una violencia laboral similar que tuvo lugar en la década de 1970, pero hace referencia a los hechos de la década de 1930 como contexto. La película para televisión de 2000 Harlan County War fue protagonizada por Holly Hunter.